# 日本の観光地一覧
日本の観光地の一覧（にほんのかんこうちのいちらん）は、日本における観光地を地方行政単位ごとに分類した一覧である。左が市町村名、右が観光スポット。

## 北海道地方
- 函館（文化・グルメ） - 五稜郭、重要伝統的建造物群保存地区「元町」、函館山の風景など。イカが有名。
- 松前（歴史遺産） - 松前城と寺町。
- 七飯（自然・保養） - 大沼・小沼などの大沼国定公園。
- 小樽（町並・グルメ） - 小樽運河、北のウォール街、手宮線、北一硝子など。
- 倶知安・ニセコ（保養地・自然） - 国際的なスキーリゾート。羊蹄山・ニセコアンヌプリなどの山岳、ニセコ温泉郷。
- 積丹（自然・文化） - 神威岬、積丹岬・島武意海岸、積丹温泉、ソーラン節関係など。
- 登別（保養地） - 登別温泉、カルルス温泉など。
- 洞爺湖・壮瞥（自然・保養地） - 洞爺湖、有珠山、昭和新山、洞爺湖温泉など温泉。
- 札幌（文化・グルメ） - 時計台、大通公園、北大、グルメなど。
- 旭川（文化・グルメ） - 旭山動物園、北海道ガーデン街道、カムイスキーリンクスなどのスキー場、グルメ、アイヌ文化、など。
- 富良野・上富良野・中富良野（農村風景・文化・スポーツ） - ラベンダー畑などの農村風景、ドラマのロケ地、富良野スキー場などのスキー場。
- 上川（自然・保養）- 大雪山、層雲峡、層雲峡温泉・大雪高原温泉など温泉。
- 東川（自然・農村風景） －大雪山国立公園の玄関口。旭岳温泉・天人峡温泉など。
- 美瑛（農村風景） - 青い池、四季彩の丘など丘陵地帯の景観。白金温泉など。
- 占冠（保養地） - 星野リゾート トマムの大規模リゾート（スキー場など）。
- 稚内（自然） - 最北端の町、宗谷岬、野寒布岬など。
- 豊富・幌延（自然・保養） - サロベツ原野、豊富温泉。
- 礼文（自然） - 高山植物（レブンウスユキソウ）自生地など。
- 利尻町・利尻富士町の利尻島（自然） - 利尻山（利尻富士）、仙法志崎など海岸。
- 網走（自然・歴史遺産・文化） - 冬季の流氷、網走五湖、網走刑務所・監獄関係、ジャッカドフニなど少数民族関係。
- 紋別（自然） - 流氷など。
- 斜里・羅臼（自然・保養） - 羅臼岳・知床五湖などの世界遺産知床、ウトロ温泉などの温泉。
- 釧路（自然） - 釧路湿原・阿寒湖・幣舞橋・釧路和商市場。阿寒湖畔温泉などの温泉、阿寒湖畔のアイヌコタンなど。
- 厚岸（自然・グルメ） - 厚岸霧多布昆布森国定公園、別寒辺牛湿原、厚岸湖、厚岸かぐら、道の駅厚岸グルメパークなど。全国屈指の牡蠣の生産地として、5月と10月の年2回、牡蠣まつりが開催されている。
- 弟子屈（自然・保養地） - 摩周湖・屈斜路湖、摩周温泉・川湯温泉。
- 根室（自然） - 納沙布岬、風蓮湖など。
- 別海（自然） - トドワラ・ナラワラなどの野付半島。

## 東北地方
- 青森県
  - 青森（文化・自然・保養） - ねぶた、浅虫温泉、三内丸山遺跡、八甲田連峰など
  - むつ市・大間・東通など下北半島（自然・文化・保養） - 恐山、仏ヶ浦、大間崎、尻屋崎、薬研温泉など。
  - 弘前（文化・町並・自然） - 弘前城（国史跡）、重伝建地区、神社・寺院、洋風建築、弘前ねぷた、岩木山など
- 青森県十和田市・秋田県小坂（自然・保養） - 十和田湖、奥入瀬渓流、十和田湖畔温泉。
- 秋田県八峰・青森県西目屋・深浦・鯵ヶ沢（自然・保養） - 赤石渓流やブナ原生林など白神山地、十二湖、日本キャニオン。
- 秋田県
  - 男鹿（自然・文化） - 入道崎・一ノ目潟・二ノ目潟・寒風山・なまはげ
  - 横手（自然・歴史・文化） - かまくら、横手公園、秋田ふるさと村、増田の町並み、まんが美術館など。
  - 大仙市（文化） - 大曲の花火
  - 北部を除く仙北市（歴史遺産・町並・自然・保養） - 角館の武家屋敷通り、田沢湖、乳頭温泉郷などの温泉。
- 岩手県八幡平市・秋田県鹿角・仙北市北部などの八幡平周辺（自然・保養） - 安比高原などの高原、スキー場、八幡平温泉郷・玉川温泉など温泉。
- 岩手県
  - 盛岡（文化・保養） - 盛岡城跡公園、石川啄木関係、岩手銀行赤レンガ館、旧南部氏別邸庭園や南昌荘を始めとする保護庭園群
  - 葛巻（自然・保養） - 平庭高原などの高原。
  - 花巻（文化・保養） - 花巻温泉郷、宮沢賢治関係、高村光太郎関係など。
  - 遠野（文化・農村風景） - 柳田國男『遠野物語』にまつわる民俗関係、民話関係、南部曲り家など。
  - 奥州（歴史遺産・文化・自然） - えさし藤原の郷、水沢三偉人（高野長英・後藤新平・斉藤実）関係、正法寺、胆沢ダム、焼石岳、種山ヶ原、日高火防祭、南部鉄器、岩谷堂箪笥、秀衡塗、前沢牛、江刺りんごなど。
  - 平泉（歴史遺産・文化） - 世界遺産である「平泉―仏国土（浄土）を表す建築・庭園及び考古学的遺跡群―」、柳之御所遺跡、達谷窟、高館義経堂、秀衡塗、藤原まつりなど。
  - 一関（自然・保養） - 一関温泉郷、厳美渓、猊鼻渓、幽玄洞など。
  - 宮古・田野畑・釜石など三陸海岸（自然・保養） - 北山崎、鵜ノ巣断崖、浄土ヶ浜、碁石海岸、高田松原など
  - 岩泉（自然） - 竜泉洞、早坂高原。
- 宮城県
  - 仙台（歴史遺産・文化・保養） - 仙台城、グルメ（牛タン焼きなど）、秋保温泉。
  - 松島・塩竈・東松島市（自然・歴史遺産） - 日本三景の松島、塩竈神社。
  - 大崎市鳴子地区（自然・温泉） - 鳴子温泉郷。
- 山形市南東部・上山市東部・宮城県蔵王町・川崎町の蔵王連峰周辺（自然・保養） - 御釜などの湖沼、蔵王温泉・遠刈田温泉などの温泉、スキー場、高山植物（コマクサなど）自生地、樹氷。
- 山形県
  - 南東部を除く山形（歴史・文化） - 立石寺（山寺）、芋煮、花笠踊り
  - 東部を除く上山（保養・文化） - 上山温泉、斎藤茂吉関係。
  - 鶴岡・庄内町・西川（文化・歴史遺産・自然・温泉） - 出羽三山（羽黒山、月山、湯殿山）、朝日連峰。
- 福島県
  - 会津若松（歴史遺産） - 若松城（鶴ヶ城）。白虎隊関係。
  - 喜多方（町並・文化） - 土蔵の街、喜多方ラーメン
  - 猪苗代町・北塩原・磐梯町（自然・保養） - 裏磐梯、五色沼、猪苗代湖、磐梯山、スキー場、温泉。
  - いわき市小名浜地区・常磐地区（保養） - いわき小名浜みなとオアシス、海岸、いわき湯本温泉、スパリゾート・ハワイアンズなど。
- 福島県檜枝岐・群馬県片品・新潟県魚沼（自然・文化・保養）- 尾瀬、檜枝岐歌舞伎、スキー場、温泉。

## 関東地方
- 茨城県

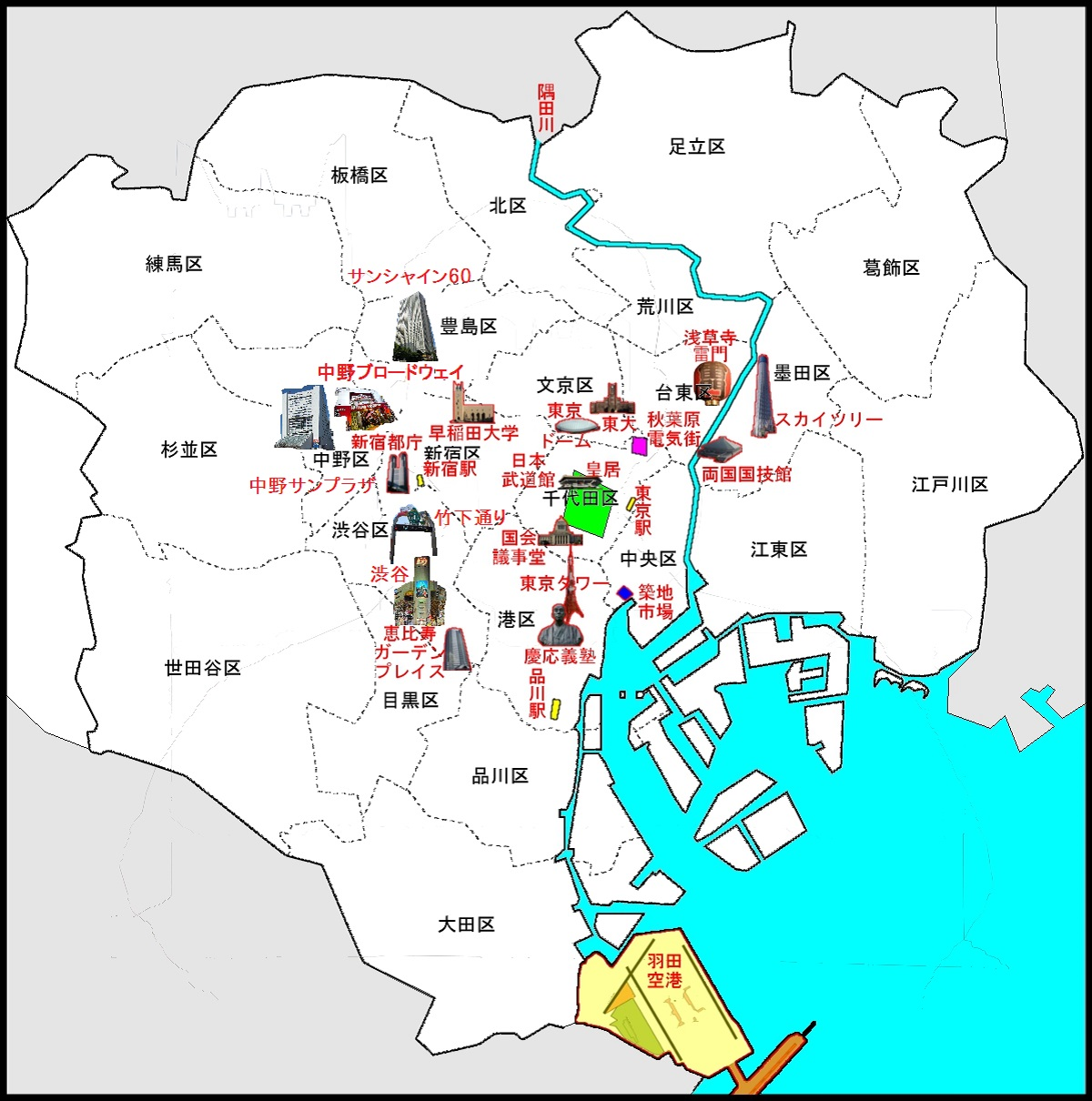
東京都区部の主な観光名所

  - 水戸（歴史遺産） - 偕楽園、水戸黄門祭など。
  - つくば（自然） - 筑波山など。
  - 大洗（自然・保養） - アクアワールド・大洗、大洗サンビーチなど。
  - 大子（保養・自然） - 大子温泉、袋田温泉、袋田の滝。
  - 牛久(建造物) - 牛久大仏
  - 土浦(建造物) - 土浦城跡、街並み
  - 鹿嶋（歴史遺産・町並・文化） - 鹿島神宮と鳥居前町、下津海水浴場など。
  - 潮来（歴史遺産・町並・文化） - 潮来祇園祭禮、十二橋めぐり、前川あやめ園など。
- 栃木県
  - 宇都宮（歴史遺産・自然） - 大谷資料館、大谷寺、大谷平和観音、ろまんちっく村
  - 足利（歴史遺産・自然・町並） - 関東の小京都と称される町並、足利学校、鑁阿寺、あしかがフラワーパーク、足利花火大会など。
  - 栃木（歴史遺産・自然・町並） - 小江戸と称される町並、太平山、など。
  - 佐野（歴史遺産・自然） - 惣宗寺（佐野厄除け大師）、唐沢山神社、田中正造旧宅など。
  - 鹿沼（歴史遺産・自然） - 古峯神社、加蘇山神社など。
  - 真岡（自然） - 真岡鐵道のSL、真岡観光リス村など。
  - 大田原（自然・保養） - 大田原温泉、栃木県なかがわ水遊園など。
  - 那須塩原市・那須町（自然・温泉・保養） - 那須温泉郷、塩原温泉郷、殺生石、もみじ谷大吊橋など。
  - 日光（歴史遺産・自然・温泉） - 日光の社寺/二社一寺（日光東照宮・日光二荒山神社・輪王寺）、華厳滝、日光湯元温泉、鬼怒川温泉、川治温泉、戦場ヶ原、鬼怒沼、奥鬼怒温泉郷、男体山、中禅寺湖、いろは坂、日光杉並木など。国際観光文化都市。
  - 足尾（歴史遺産・自然） - 足尾銅山の精錬所・古河橋・足尾迎賓館などの産業遺産、銅親水公園、足尾温泉など。
- 群馬県
  - 桐生・大間々（歴史遺産・自然・文化） - 織都と称される町並、桐生天満宮、桐生八木節まつり、桐生からくり人形、鋸屋根の織物工場群・絹撚記念館などの近代化遺産、桐生川源流林、高津戸峡、わたらせ渓谷鐵道、水沼温泉センター、富弘美術館など。
  - 草津（保養地） - 草津温泉、草津白根山の湯釜。
  - 渋川（保養・自然） - 赤城山、榛名山、伊香保温泉。
  - 水上（保養・自然） - 水上温泉郷・猿ヶ京温泉などの温泉、谷川岳、スキー場。
  - 嬬恋・長野原（自然・保養） - 浅間山、鬼押出し、北軽井沢、鹿沢温泉・万座温泉などの温泉。
- 埼玉県
  - 大宮（歴史遺産） - 氷川神社など。
  - 川越（歴史遺産・町並・文化） - 小江戸と称される蔵造りの町並み、喜多院、川越まつり、サツマイモ料理など。
  - 所沢（文化・自然） - 西武ドーム、所沢航空記念公園、ところざわまつり、狭山丘陵とトトロの森など。
  - 日高(自然)- 巾着田曼珠沙華
  - 秩父・長瀞（文化・歴史遺産・自然） - 秩父夜祭り、奥秩父山塊、秩父湖、中津川渓谷、長瀞渓谷、秩父三十四箇所、羊山公園など。
  - 蓮田（文化・歴史遺産・自然） - 黒浜貝塚、黒浜沼、蓑虫美術館など。

- 千葉県
  - 千葉 -（自然・文化・建造物）稲毛海浜公園、千葉ポートタワーなど。
  - 香取佐原（歴史遺産・町並・文化） - 香取神宮、小江戸と称される佐原の町並み、佐原の大祭、十二橋めぐり、水郷佐原あやめパークなど。
  - 船橋（自然・文化）- ふなばしアンデルセン公園など。
  - 市川（自然）- 市川市動植物園、里見公園など。
  - 浦安（文化）-東京ディズニーリゾート、イクスピアリなど。
  - 成田（歴史遺産）- 成田山新勝寺と門前町など。
  - 木更津（文化）-海ほたるパーキングエリアなど。
  - 富津（自然・文化） - マザー牧場など。
  - 袖ケ浦（自然・文化） - 東京ドイツ村など。
  - 市原（自然・文化） - 市原ぞうの国など。
  - 銚子（自然・建造物） - 犬吠埼灯台、海水浴場、初日の出など。
  - 山武（自然・文化） - 蓮沼海浜公園、航空科学博物館など。
  - 勝浦（自然・文化） - 勝浦海中公園、海水浴場、温泉保養施設、朝市、かつうらビッグひな祭りなど。
  - 安房鴨川（自然・保養地） - 鴨川シーワールド、海水浴場、サーフィン、お花畑、鯛の浦など。
  - 館山・南房総市（自然・保養地） - お花畑、海水浴場、臨海学校など。
  - 大多喜（自然・保養地） - 養老渓谷など。
- 東京都
  - 墨田（建造物・保養）-東京スカイツリー、ソラマチ、東京都江戸東京博物館など。
  - 上野（文化） - 上野恩賜公園と周辺の文化施設、アメヤ横丁など。
  - 浅草（町並・文化） - 下町の風情を残した町並、浅草寺、浅草神社、雷門、浅草公園六区、浅草花やしき、浅草観音温泉、合羽橋道具街など。
  - 秋葉原（文化） - 電気街・サブカルチャーなど。
  - 丸の内・東京・銀座・築地（建造物） - 皇居、日比谷公園、歌舞伎座、築地市場、東京駅など。
  - 後楽・水道橋（建造物） - 東京ドーム、小石川後楽園など。
  - 九段下（建造物） - 靖国神社など。
  - 原宿（建造物・文化） - 明治神宮・ファッション・代々木公園など。
  - 渋谷（建造物） - ハチ公像・スクランブル交差点など。
  - 芝公園（建造物） - 東京タワー・増上寺など。
  - 浜松町（建造物） - 浜離宮恩賜庭園・旧芝離宮恩賜庭園など。
  - 神楽坂（建造物） - 東京大神宮・街並みなど。
  - 新宿（建造物・文化） - 新宿御苑・ゴールデン街など。
  - 両国（建造物） - 両国国技館・江戸東京博物館など。
  - 羽田（建造物） - 東京国際空港・HANEDA INNOVATION CITY・羽田エアポートガーデン・穴守稲荷神社など。
  - 八王子（自然・保養）-高尾山、金剛の滝など。
  - 奥多摩・檜原（自然・保養）雲取山、払沢の滝、日の出山など。
- 神奈川県
  - 横浜（文化・町並） - 横浜中華街、山下公園、横浜みなとみらい21、三渓園、アソビルなど。ご当地ソングの数は日本最多。
  - 鎌倉（歴史遺産・自然） - 鎌倉大仏、鶴岡八幡宮、鎌倉五山、由比ヶ浜、七里ヶ浜など。
  - 逗子・葉山（文化・保養） - 逗子マリーナ、逗子海岸、長者ヶ崎、湘南国際村など。
  - 横須賀（文化・町並） - 三笠公園、どぶ板通り、猿島、観音崎など。
  - 三崎（自然・建造物） - 三浦海岸、城ヶ島、剱埼灯台など。
  - 藤沢・茅ヶ崎（文化・保養） - 江の島、湘南海岸、片瀬西浜・鵠沼海水浴場、片瀬東浜海水浴場、サザンビーチちがさき、東洋のマイアミビーチ。
  - 海老名市(文化)-秋葉山古墳群、相模国分寺跡
  - 座間市(自然)-谷戸山公園、ひまわり畑
  - 伊勢原・秦野（自然・建造物） - 大山、大山阿夫利神社、鶴巻温泉など。
  - 相模湖（自然・建造物） - 相模湖、さがみ湖MORI MORIなど。
  - 小田原（自然・建造物） - 小田原城など。
  - 大磯（文化・保養） - 海水浴場など
  - 湯河原（保養） - 湯河原温泉、海水浴場など。
  - 箱根（保養） - 箱根温泉、芦ノ湖、箱根神社、箱根関所、大涌谷、仙石原、箱根駅伝。

## 甲信越地方
- 新潟県
  - 十日町・津南（自然・温泉・レジャー） - 大地の芸術祭 越後妻有アートトリエンナーレ、松之山温泉、美人林、越後松代棚田群。
  - 妙高赤倉（保養地） - スキー場、赤倉温泉・関温泉などの温泉。
  - 越後湯沢（保養地） - 温泉、スキー。
  - 佐渡（自然・文化・歴史遺産など） - 外海府海岸、小木海岸、佐渡おけさ、史跡佐渡金山
  - 村上（自然・温泉） - 瀬波温泉、笹川流れ
  - 弥彦村(歴史遺産•文化) - 弥彦神社、弥彦温泉
- 山梨県
  - 富士吉田 - 富士急ハイランド、富士登山基地。
  - 河口湖・山中湖（保養・自然） - 避暑地、別荘地、富士五湖の観光。
  - 北杜市（保養・自然・文化） - 清里（避暑地、別荘地）、八ヶ岳、甲斐駒ヶ岳、各種美術館。
  - 甲府市（保養・自然・文化） - 昇仙峡や信玄の湯 湯村温泉、武田神社や甲府城址などの遺構や山梨県立美術館や山梨県立文学館などの文化施設。信玄公祭りなどの各種イベント。
  - 笛吹市（保養・文化） - 石和温泉をはじめとする温泉街や山梨県立博物館、ブドウやモモなどのフルーツ狩り場が多くある。
  - 身延（保養・文化） - 身延山久遠寺（日蓮宗総本山で宿坊や門前町がある）、下部温泉、ゆばや身延饅頭、西嶋和紙などの民芸品が多くある。
- 長野県
  - 野辺山（自然・保養） - 野辺山高原の避暑地。
  - 小諸（歴史遺産・文化） - 小諸城（懐古園）、島崎藤村関係。
  - 長野（歴史遺産・文化・自然・保養地） - 善光寺と門前町、戸隠神社、飯縄高原、松代城址、戸隠スキー場
  - 小布施（町並・文化） - 葛飾北斎関係、栗菓子。
  - 山ノ内（自然・レジャー・保養地） - 湯田中温泉、志賀高原。
  - 飯山・木島平・野沢温泉（町並・文化・農村風景・自然・保養地） - 雁木のある町並と寺院群、棚田などの農村風景、映画のロケ地、斑尾高原などのスキー場と避暑地。野沢温泉などの温泉。
  - 信濃町（自然・保養・文化） - 野尻湖、黒姫高原、小林一茶関係。
  - 千曲市（文化・自然・保養） - 姨捨山（歌枕、景勝地、棚田）、あんずの里（森のあんず）、戸倉上山田温泉（小石の湯）。
  - 上田（文化・歴史遺産・自然） - 菅平高原、上田城、塩田平の社寺、別所温泉、丸子温泉郷（鹿教湯温泉・霊泉寺温泉・大塩温泉）など。
  - 安曇・奈川・梓川・四賀地区を除く松本（歴史遺産・自然・保養地・文化） - 松本城（国宝天守・国史跡）、旧開智学校、サイトウ・キネン・フェスティバル松本、中町、浅間温泉、美ヶ原温泉、美ヶ原、ドラマのロケ地。
  - 松本市安曇地区（自然・保養） - 穂高岳・焼岳など北アルプス、上高地（大正池、明神池など）、白骨温泉などの温泉、乗鞍高原（スキー場、のりくら温泉郷）。
  - 安曇野市・松川村・池田町・松本市梓川の安曇野地区（文化・農村風景） - 安曇野ちひろ美術館などの各種の美術館、大王わさび農場などの安曇野わさび田湧水群や、水田・そば畑の田園風景、田園風景の中の道祖神。
  - 白馬・小谷（保養地） - 避暑地、スキー場、温泉。
  - 軽井沢（保養地） - 避暑地、別荘地。国際観光文化都市。
  - 駒ヶ根・宮田（自然） - 木曽駒ヶ岳（千畳敷カール）
  - 飯田（自然・保養） - 天竜峡（天竜舟下り）、天竜峡温泉。
  - 阿智（保養） - 昼神温泉、ヘブンスそのはらなど園原地区の観光施設、治部坂高原などのスキー場。
  - 木曽町・王滝・木祖（自然・保養） - 御嶽山、開田高原、スキー場。
  - 塩尻市楢川地区（町並・歴史遺産・文化） - 中山道奈良井宿、木曽漆器関係。
  - 上松（自然・保養） - 寝覚の床、赤沢自然休養林。
  - 長野県南木曽・岐阜県中津川市山口地区（歴史遺産・町並） - 妻籠宿・馬籠宿の中山道宿場。
  - 茅野・立科（自然・保養地） - 蓼科高原、車山高原、白樺湖、池の平温泉など。
  - 上諏訪・下諏訪（歴史遺産・自然） - 上諏訪温泉、下諏訪温泉、諏訪大社、高島城、諏訪湖、霧ヶ峰など。

## 中部地方
- 富山県
  - 黒部（自然・温泉）- 宇奈月温泉などの温泉、黒部峡谷。
  - 立山（自然） - 黒部ダム、立山黒部アルペンルート、立山など立山連峰。
  - 高岡（歴史遺産・自然） - 国宝瑞龍寺、勝興寺、高岡古城公園（高岡城跡）、高岡大仏、雨晴海岸
- 石川県
  - 金沢（歴史遺産・町並・文化） - 兼六園、茶屋町（主計町、東山、にし茶屋街）、金沢21世紀美術館、加賀料理・和菓子など。
  - 七尾（自然・保養） - 和倉温泉など温泉、能登島。
  - 輪島・珠洲・能登町・穴水の奥能登（自然・歴史遺産・農村風景・文化） - 輪島の朝市、上時国家・下時国家、舳倉島、輪島塗、白米千枚田、見附島（軍艦島）。
  - 羽咋・志賀・宝達志水（自然・歴史遺産） - 能登金剛、巌門、千里浜なぎさドライブウェイ、気多大社。
  - 加賀市（保養） - 山代温泉・片山津温泉・山中温泉の加賀温泉郷。
- 福井県
  - 芦原（保養） - 芦原温泉。
  - 福井（歴史遺産） - 特別史跡・特別名勝の一乗谷朝倉氏遺跡 、福井城跡、名勝養浩館庭園などの歴史遺産や博物館施設、越前そばの味覚
  - 永平寺町（文化遺産） - 永平寺、手繰ヶ城山古墳など
  - 坂井市（自然・歴史文化） - 東尋坊、丸岡城（国史跡）、瀧谷寺、 雄島、越前松島、味覚（越前ガニ）など。
  - 越前町（自然・産業） - 越前海岸、越前岬、越前水仙、越前ガニなど。
  - 敦賀（自然・歴史遺産） - 気比松原、氣比神宮、敦賀港など。
  - 美浜・若狭町（自然・歴史遺産・町並） - 名勝三方五湖と周辺のリアス式海岸、海水浴場、重伝建「熊川宿」、瓜割の滝（名水百選）など。
  - 小浜（歴史遺産・自然） - 名勝蘇洞門、国宝明通寺、重伝建「小浜西組」、遠敷の里、小浜城跡など。
- 静岡県
  - 熱海（保養地・文化） - 温泉地、数多くの映画・文学の舞台・ロケ地。国際観光文化都市。
  - 三島（歴史遺産） - 三島大社
  - 沼津（自然・レジャー） - 沼津港・沼津港深海水族館
  - 伊豆市（保養地・文化） - 温泉地、恋人岬、修善寺、浄蓮の滝数多くの映画・文学の舞台・ロケ地。
  - 伊東（保養地） - 温泉地。国際観光文化都市。
  - 掛川（レジャー） - 掛川花鳥園
  - 静岡（歴史遺産） - 登呂遺跡、駿府城跡、三保松原、日本平など。
  - 富士宮（自然・歴史遺産・一部避暑地） - 富士山の自然・文化遺産を多数所有、また富士山の登山口がある。朝霧高原・白糸の滝など。特別天然記念物を2つ有する。
  - 浜松（自然・歴史遺産） - 浜名湖・浜松城、浜松餃子
- 岐阜県
  - 高根地区・奥飛騨温泉郷などを除く飛騨高山（町並・文化） - 高山祭、小京都の街並み、高山陣屋。
  - 高山市高根・上宝・奥飛騨温泉郷地区（自然・保養） - 平湯温泉など奥飛騨温泉郷、スキー場、乗鞍スカイライン、乗鞍岳など北アルプス。
  - 下呂（保養・自然） - 下呂温泉、小坂温泉郷（濁河温泉・湯屋温泉・下島温泉）、飛騨川の渓流など。
  - 郡上（郡上おどり・スキー場・レジャー・歴史遺産） - 郡上八幡、郡上八幡城,大日ヶ岳,白山信仰,白鳥おどり,長良川源流,鮎釣り,古い町並み,西日本最大級のスキー場など。
- 岐阜県大野郡白川村及び富山県南砺市平・上平地区（歴史遺産） - 世界遺産である白川郷・五箇山の合掌造り集落、御母衣ダムなど。
- 愛知県
  - 名古屋（歴史遺産・文化・産業・レジャー） - 名古屋城、熱田神宮、徳川美術館、トヨタ産業技術記念館、レゴランド・ジャパン、ノリタケの森、リニア・鉄道館。
  - 瀬戸（歴史遺産・文化・産業） - 定光寺、愛知県陶磁資料館、瀬戸蔵、赤津焼会館、窯垣の小径、瀬戸市新世紀工芸館、招き猫ミュージアム。
  - 常滑（歴史遺産・文化・産業）- やきもの散歩道、INAXライブミュージアム、めんたいパーク、盛田味の館、斉年寺。
  - 半田（歴史遺産・文化・産業）- 博物館「酢の里」、新美南吉記念館、半田赤レンガ建物、矢勝川、常楽寺。
  - 南知多（自然・保養） - 羽豆岬、篠島、日間賀島、南知多温泉郷、南知多ビーチランド、観光農園花ひろば。
  - 豊川（歴史遺産） - 豊川稲荷、砥鹿神社、御油の松並木、財賀寺、三明寺。
  - 岡崎（歴史遺産・産業）- 岡崎城、大樹寺、滝山寺、伊賀八幡宮、八丁味噌の郷。
  - 蒲郡（保養） - 形原温泉・西浦温泉・三谷温泉、竹島、ラグーナ蒲郡。
  - 犬山（文化・歴史遺産・保養） - 犬山城（国宝・国史跡）、如庵、博物館明治村、リトルワールド、日本モンキーパーク、日本ライン下り、鵜飼い、犬山温泉。
  - 豊田（歴史遺産・自然・文化）－ 足助の香嵐渓、松平郷、中馬のおひなさん、たんころりんなど。
  - 田原（自然） - 伊良湖岬、恋路ヶ浜、赤羽根海岸、蔵王山。

## 近畿地方
- 三重県
  - 桑名（保養・歴史遺産・自然） - 長島温泉（ナガシマスパーランド）、多度大社、六華苑、桑名宿、国営木曽三川公園など。
  - 四日市（産業・夜景） - 四日市港、四日市コンビナートなど。
  - 鈴鹿・亀山（レジャー・歴史遺産・町並） - 鈴鹿サーキット、関宿など。
  - 伊賀上野・名張（歴史遺産・文化・町並・自然） - 伊賀上野城、松尾芭蕉関連史跡（芭蕉翁生家など）、忍者関連施設（伊賀流忍者博物館など）、上野城下の町並み、島ヶ原宿、伊賀牛、伊賀焼、青山高原、赤目四十八滝、香落渓など。
  - 松阪（歴史遺産・文化） - 松坂城・本居宣長記念館、御城番屋敷、宝塚古墳など。
  - 伊勢（歴史遺産・文化・町並・自然） - 伊勢神宮、おかげ横丁、朝熊山、河崎、二見浦など。
  - 鳥羽（自然・文化） - 鳥羽水族館・ミキモト真珠島・鳥羽湾・神島・答志島など。国際観光文化都市。
  - 志摩（自然・文化） - 志摩スペイン村、英虞湾、安乗埼灯台、大王崎、賢島、NEMU RESORT、御座白浜海水浴場など。
  - 尾鷲・熊野市（歴史遺産） - 熊野古道など
- 滋賀県
  - 長浜（歴史文化遺産・町並） - 竹生島、黒壁スクエア、長浜鉄道スクエア、国友、慶雲館、長浜城跡。
  - 彦根（歴史遺産・町並・レジャー） - 彦根城（国宝天守・特別史跡）と城下町、玄宮園、楽々園、埋木舎など。
  - 近江八幡（歴史遺産・町並） - 重伝建「八幡」、重要文化的景観第1号の水郷、ヴォーリズの建築遺産。
  - 甲賀（文化・歴史遺産） - 水口城跡、忍者に関する施設、紫香楽宮跡、信楽焼。
  - 大津（歴史遺産） - 比叡山延暦寺（世界遺産「古都京都の文化財」の一つ）、日吉大社と重伝建「坂本」、園城寺（三井寺）、石山寺。
- 京都府
  - 舞鶴（歴史遺産・文化・自然） - 赤レンガ倉庫群・海軍記念館等の近代化遺産、田辺城跡と松尾寺・円隆寺等の古刹、舞鶴湾、「岸壁の母」の舞台
  - 京丹後（自然・保養） - 経ヶ岬、琴引浜、海水浴、温泉、カニ料理。
  - 宮津（自然・文化遺産） - 日本三景の一つ天橋立、宮津城跡。
  - 伊根（町並・自然） - 伊根の舟屋（重要伝統的建造物群保存地区）、伊根祭（無形民俗文化財）、鮮魚。
  - 京都（歴史遺産・文化・町並） - 世界遺産を始めとする社寺群、嵐山・鞍馬・高雄・大原などの景勝地、祇園祭・葵祭・時代祭などの祭事、京料理・和菓子、西陣織や清水焼など。日本最大の国際観光文化都市。
  - 宇治（歴史遺産・特産） - 平等院鳳凰堂・宇治上神社（世界遺産「古都京都の文化財」の一つ）、宇治茶など。
  - 八幡（社寺） - 石清水八幡宮、松花堂
  - 亀岡（自然・文化・保養） - 保津峡、穴太寺、湯の花温泉、丹波松茸など。
- 大阪府
  - 大阪（文化・町並・グルメ・歴史遺産・レジャー、歴史） - ATC、USJ、天保山ハーバービレッジ、OBP、梅田、御堂筋、中之島、難波、道頓堀、大阪城、四天王寺、通天閣、あべのハルカス、住吉大社、高級ホテル、心斎橋、天神祭などの祭事、吉兆などの日本料理、食い倒れ、上方文化など。西日本の中心地。
  - 高槻（自然・歴史遺産）-　摂津峡、神峯山寺、普門寺庭園、今城塚古墳を初めとする大型古墳群
  - 箕面（自然・歴史遺産）-　箕面公園、箕面大滝
  - 吹田（文化）-　万博記念公園（日本庭園、エキスポシティ、国立民族学博物館、吹田サッカースタジアム）
  - 堺（文化・歴史遺産）-　大仙陵古墳、旧堺燈台、南宗寺、妙国寺等の社寺など。
  - 河内長野・千早赤坂の奥河内（自然・歴史遺産） - 金剛山・岩湧山、国史跡観心寺・金剛寺、高野街道、国史跡千早城址・下赤坂城址など。
- 奈良県
  - 奈良（歴史遺産・町並・文化） - 世界遺産を始めとする社寺群、奈良公園、平城宮跡、ならまち。国際観光文化都市。
  - 斑鳩（歴史遺産）- 世界遺産である法隆寺と法起寺、中宮寺、藤ノ木古墳など。
  - 橿原（歴史遺産） - 橿原神宮、藤原京跡、重伝建「今井町」、大和三山。
  - 天理（歴史遺産・文化） - 山辺の道にある石上神宮、長岳寺、黒塚古墳、櫛山古墳等の歴史遺産。天理教本部と天理大学附属天理参考館。
  - 桜井（歴史遺産）- 三輪山、大神神社、談山神社、長谷寺、山辺の道、箸墓古墳。
  - 明日香（歴史遺産）- 高松塚古墳、石舞台古墳、キトラ古墳、万葉文化館、飛鳥寺。
  - 宇陀市（歴史遺産）- 室生寺、重伝建「松山」、国史跡宇陀松山城跡など。
  - 葛城（歴史遺産、自然）- 當麻寺、二上山、葛城山、竹内街道。
  - 吉野（自然景観・歴史遺産）- 世界遺産である金峯山寺、千本桜の吉野山、修験道の大峰山、大台ケ原など。
- 和歌山県
  - 高野（歴史遺産・味覚） - 世界遺産『紀伊山地の霊場と参詣道』の指定遺産である金剛峯寺・奥の院・徳川家霊台・高野山町石道など高野山、精進料理。
  - 和歌山（歴史遺産・レジャー）- 和歌山城、紀三井寺、加太、和歌浦、養翠園や番所庭園の日本庭園、和歌山マリーナシティ。
  - 海南（歴史遺産）- 黒江の町並み、長保寺や善福院の国宝建造物、温山荘園や長久邸の日本庭園。
  - 新宮（自然、歴史遺産）- 世界遺産である「熊野速玉大社」、神倉神社と御燈祭、新宮城、瀞八丁、西村記念館など。
  - 紀伊田辺（自然・歴史遺産・保養） - 熊野古道、「熊野本宮大社」、川湯温泉、湯の峰温泉、渡瀬温泉、龍神温泉。
  - 那智勝浦（自然景観・歴史遺産・保養地） - 世界遺産の大門坂・那智滝・熊野古道・熊野那智大社、紀の松島、南紀勝浦温泉。
  - 南紀白浜（温泉・レジャー・自然） - 南紀白浜温泉、白良浜、三段壁、千畳敷、円月島、南紀白浜アドベンチャーワールド。
  - 串本（自然・味覚・文化施設など） - 橋杭岩・潮岬（望楼の芝生）・串本海中公園・海金剛・スキューバダイビングなど
  - 紀の川市（歴史遺産）- 粉河寺、青洲の里、旧名手宿本陣、紀伊国分寺跡
  - 岩出（歴史遺産）- 根来寺、西国分塔跡、大庄屋屋敷の増田家住宅・桃井家住宅
- 兵庫県
  - 神戸（歴史遺産・保養地） - 六甲山、神戸港、旧居留地、重伝建「北野町山本通」、有馬温泉郷、須磨浦。
  - 姫路（歴史遺産）- 世界遺産である姫路城（国宝天守・特別史跡）、好古園、書寫山圓教寺。
  - 龍野（歴史・町並）- 童謡「赤とんぼ」の舞台である城下町龍野と龍野城址、港町室津
  - 赤穂（自然・歴史遺産）- 忠臣蔵の舞台である赤穂城址、港町の坂越、御崎と赤穂御崎温泉。
  - 佐用（歴史遺産・科学施設） - 平福宿・利神城・上月城等の歴史遺産、SPring-8・なゆた望遠鏡の世界的科学施設
  - 丹波篠山（歴史遺産・町並） - 国史跡篠山城跡と城下町（重伝建「篠山」）、国史跡八上城跡。
  - 朝来（自然・芸術・歴史遺産） - 国史跡竹田城跡、国史跡生野銀山と口銀谷、ムーセ旧居、あさご芸術の森。
  - 豊岡（自然・保養地・歴史・味覚） - 城崎温泉、出石城跡と城下町（重伝建「出石」）、神鍋高原、竹野浜、阿瀬渓谷、玄武洞。
  - 養父（自然） - 氷ノ山、ハチ高原（鉢伏山）、天滝（天滝渓谷）
  - 香美（自然） - 瀞川平（兵庫県観光百選第1位）、瀞川渓谷、兎和野高原、香住海岸、猿尾滝。
  - 新温泉（自然・保養地） - 但馬御火浦、湯村温泉、上山高原、霧ヶ滝渓谷、赤滝渓谷。
  - 志筑（自然・保養地・歴史） - 淡路夢舞台、国営明石海峡公園、松帆崎、伊弉諾神宮。
  - 福良（自然） - 慶野松原、鳴門海峡（鳴門の渦潮）、灘黒岩水仙郷、沼島
  - 洲本（自然・保養地） - 洲本城跡、洲本温泉、洲本市の綿産業関連遺産、立川水仙郷、成ヶ島。

## 中国地方
- 鳥取県
  - 鳥取（自然・歴史遺産）- 鳥取砂丘、鳥取城跡と仁風閣、城下町鹿野、三滝渓など。
  - 智頭（自然・歴史遺産）- 智頭宿、芦津渓谷、那岐山、智頭枕田遺跡。
  - 若桜（自然・歴史遺産）- 氷ノ山西麓の山岳スキーリゾート、不動院岩屋堂や鬼ヶ城等の歴史、若桜駅の鉄道遺産。
  - 三朝（保養地・自然・歴史遺産） - 三朝温泉、三徳山、国宝投入堂、小鹿渓など。
  - 湯梨浜（保養地・自然・歴史遺産） - はわい温泉、東郷温泉、東郷湖、燕趙園など。
  - 倉吉市（歴史遺産・文化） - 重伝建「打吹玉川」、関金温泉、倉吉パークスクエアなど。
  - 米子（保養・歴史遺産）- 皆生温泉、米子城跡と城下町
  - 大山（自然・保養・歴史遺産） - スキー場、史跡（妻木晩田遺跡など）、大山寺、鏡ヶ成高原など。
- 島根県
  - 松江（自然・歴史遺産） - 松江城（国宝）と塩見縄手、宍道湖、玉造温泉、松江しんじ湖温泉など。国際観光文化都市。
  - 出雲市（自然・歴史遺産） - 出雲大社、日御碕、立久恵峡など。
  - 大田（歴史遺産・保養） - 世界遺産である石見銀山、重伝建の大森銀山と温泉津、三瓶山など。
  - 益田（自然・歴史遺産） - 匹見峡・雪舟築庭の庭園など。
  - 津和野（町並・歴史遺産） - 津和野城跡、小京都の街並み。
  - 隠岐の島町・西ノ島町・知夫村の隠岐（自然・文化） - 国賀海岸、闘牛、白島海岸、布施海岸など。
- 岡山県
  - 美作市（歴史遺産・保養） - 因幡街道の武蔵の里、大原宿、湯郷温泉など。
  - 岡山（歴史遺産） - 後楽園、岡山城・吉備丘陵など。
  - 倉敷（町並・自然・文化） - 重伝建「倉敷川畔（美観地区）」、大原美術館、鷲羽山、金田一耕助の小径など。
  - 高梁（歴史遺産） - 重伝建「吹屋」と笹畝坑道、備中松山城（国史跡）など。
  - 備前市（文化・自然・特産） - 伊部地区（備前焼の窯元）、旧閑谷学校など。
  - 真庭市（自然・レジャー） - 蒜山高原、湯原温泉、勝山の町並み、など。
- 広島県
  - 福山（自然・歴史遺産） - 港町の鞆の浦、福山城など。
  - 尾道（自然・歴史遺産・町並） - 港町、寺院、ドラマ・映画のロケ。
  - 広島（歴史遺産・文化） - 原爆ドーム（世界遺産）・平和記念公園など原爆関連史跡、広島城、お好み焼き関係など。
  - 廿日市市宮島（歴史遺産） - 世界遺産である厳島神社。
  - 竹原（歴史遺産・町並み） - 重伝建「竹原」
  - 呉（歴史遺産・町並み） - 重伝建「御手洗」、呉海事歴史科学館
- 山口県
  - 下関（歴史遺産・町並み・自然） - 城下町長府、赤間神宮、唐戸市場、海響館、川棚温泉、国宝功山寺・住吉神社本殿、角島など。
  - 萩（歴史遺産・町並・自然） - 萩城跡と城下の町並み（重伝建「堀内地区」・「平安古地区」・ 「浜崎」） 、笠山、見島、須佐ホルンフェルス、長門峡など。
  - 長門市（自然・保養・文化） - 青海島、長門湯本温泉・俵山温泉など温泉。
  - 山口（町並・歴史遺産・保養地） - 瑠璃光寺、常栄寺、湯田温泉など。
  - 防府（歴史遺産） - 防府天満宮など。
  - 岩国（歴史遺産） - 錦帯橋など。
  - 美祢（自然） - 秋吉台・秋芳洞など。

## 四国地方
- 徳島県
  - 徳島（文化） - 阿波踊り、眉山、徳島城、阿波十郎兵衛屋敷などの人形浄瑠璃関係、文化の森総合公園など。
  - 鳴門（保養地） - 鳴門海峡の渦潮、大鳴門橋、大塚国際美術館、鳴門市ドイツ館など。
  - 脇町（町並・自然） - 重伝建「脇町南町」のうだつの町並み、穴吹川。
  - 阿波池田（自然遺産・歴史遺産・保養地） - 大歩危・小歩危、祖谷渓、かずら橋、新祖谷温泉など。
- 香川県
  - 三本松（自然、歴史遺産、文化） - 絹島・丸亀島・鹿浦越の自然、引田の街並み、白鳥神社、與田寺、とらまる公園など。
  - 小豆島（小豆島町・土庄町）（自然・文化） - 寒霞渓、銚子渓、二十四の瞳映画村、小豆島オリーブ公園、エンジェルロード、醤の郷など。
  - 直島町（保養地・自然・文化） - ベネッセアートサイト直島（ベネッセハウス）、地中美術館、喜兵衛島製塩遺跡など。
  - 高松（歴史遺産） - 栗林公園、高松城、高松港、屋島、四国村など。
  - 丸亀（歴史遺産、文化） - 重伝建「笠島」、塩飽勤番所、中津万象園、丸亀城（国史跡）、ニューレオマワールド、讃岐うどん。
  - 琴平（保養地・歴史遺産） - 温泉地、金刀比羅宮、旧金毘羅大芝居。
- 愛媛県
  - 松山（保養・文化・歴史遺産） - 道後温泉、夏目漱石・正岡子規など文学関係、松山城（国史跡）など。国際観光文化都市。
  - 今治（保養・歴史遺産） - 大山祇神社、湯ノ浦温泉、今治城など。
  - 新居浜（文化・歴史遺産） -別子銅山記念館、広瀬歴史記念館、マイントピア別子、新居浜マリーナ（マリンパーク新居浜）、新居浜太鼓祭りなど。
  - 伊予西条・久万高原（自然） - 石鎚山・面河渓
  - 内子（町並・歴史遺産） - 内子座、護国の町並みなど。
  - 大洲（町並・歴史遺産） - おはなはん通り、大洲城、鵜飼など。
  - 宇和島（文化・歴史遺産・自然） - 宇和島闘牛、宇和島城（国史跡）、天赦園、リアス式海岸の多島海景観、滑床渓谷など。
- 高知県
  - 高知（文化・歴史遺産・祭礼・自然） - 高知城（国史跡）、土佐神社、竹林寺等の古社寺、五台山、桂浜、よさこい祭り、日曜市など。
  - 中村（町並・自然） - 「土佐の小京都」中村、四万十川。
  - 土佐清水（自然） - 足摺岬、竜串など。
  - 香美市（自然） - 龍河洞など。

## 九州地方
- 福岡県
  - 福岡（町並み・社寺・味覚・自然・祭礼・娯楽・レジャー） - 福岡ドーム、海の中道、福岡タワー、シーサイドももち、天神、福岡城跡、大濠公園、博多ラーメン、香椎宮、筥崎宮、愛宕神社、東長寺、中洲、天神地下街、博多どんたく、博多の旧市街地巡り、キャナルシティ博多、水炊き、もつ鍋、博多駅、油山、能古島、志賀島など。
  - 宗像（社寺） - 宗像大社。
  - 太宰府（歴史遺産） - 太宰府天満宮、大宰府政庁跡。
  - 北九州市（町並み・歴史遺産・レジャー・自然・祭礼・娯楽） - 門司港レトロ、小倉城、アドベンチャープール、平尾台、小倉祇園太鼓、皿倉山、小倉競馬など。
  - 飯塚（祭礼・娯楽・保養・レジャー） - 嘉穂劇場、飯塚オート、飯塚山笠、勝盛公園、筑豊緑地、伊川温泉。
  - 田川（歴史遺産・文化・自然・祭礼） - 石炭記念公園、田川市美術館、丸山公園（桜の名所）、炭坑節、岩屋鍾乳洞、ロマンスヶ丘、川渡り神幸祭。
  - 香春（自然・味覚・保養） - 香春岳、筑豊ラーメン本店・発祥地、柿下温泉。
  - 添田（歴史遺産・自然・レジャー・保養） - 英彦山、英彦山神宮、岩石城（添田公園）、歓遊舎ひこさん、ひこさん温泉しゃくなげ荘、油木ダムなど。
  - 赤村（レジャー・保養） - レジャー、温泉などが一体となった施設「源じいの森」がある。
  - 筑前（レジャー・保養） - 夜須高原記念の森、安の里公園などのレジャー施設。
  - 朝倉（歴史遺産・保養） - 秋月城、原鶴温泉。
  - 筑後（保養） - 船小屋温泉。
  - 柳川（町並み・歴史遺産・文化） - 掘割のある城下町、柳川下り、御花（華族邸宅）、北原白秋関係、有明海産魚介類による郷土料理。
  - 大牟田（歴史遺産・娯楽・レジャー・祭礼） - 三井三池炭鉱関連施設（宮原坑跡・三池港など）、石炭産業科学館、大牟田市動物園・延命公園、諏訪公園、大蛇山。
- 佐賀県
  - 佐賀（味覚・保養） - 佐賀牛、シシリアンライス、熊の川温泉
  - 唐津（歴史遺産・祭礼・特産・味覚・自然） - 唐津城、唐津くんち、呼子大綱引き、浜崎祇園祭、唐津焼、呼子イカ、七ツ釜、いろは島、観音の滝、虹の松原、鏡山、波戸岬、名護屋城跡、見帰りの滝唐津の城下町めぐり、呼子朝市。
  - 伊万里（特産・味覚） - 伊万里焼、梨狩り、伊万里牛。
  - 有田町（特産）-　有田焼
  - 鹿島（社寺） - 祐徳稲荷神社。
  - 神埼・吉野ヶ里（歴史遺産） - 吉野ヶ里遺跡。
  - 武雄（保養・レジャー） - 武雄温泉、メルヘン村。
  - 嬉野（保養・レジャー） - 嬉野温泉、肥前夢街道。
  - 小城市（社寺）清水の滝
- 長崎県
  - 長崎（歴史遺産・町並・文化） - 日本三大夜景、グラバー園、重伝建「東山手南山手」、平和公園など原爆関連史跡、菓子・卓袱料理、長崎くんち（祭事）。国際観光文化都市。世界文化遺産。
  - 島原（歴史遺産・町並・保養） - 侍屋敷、島原温泉。
  - 雲仙（自然、歴史遺産・町並） - 雲仙岳、雲仙温泉、重伝建「神代小路」。
  - 佐世保（文化・自然） - ハウステンボス、九十九島、佐世保バーガーなど。
  - 諫早（自然・歴史遺産・文化財・レジャー） - 諫早陣屋、諫早公園、眼鏡橋、山茶花高原ピクニックパーク、諫早ゆうゆうランド干拓の里。
  - 平戸（歴史遺産・町並・文化） - 平戸城、重伝建「大島村神浦」、「寺院と教会の見える風景」、オランダ塀、キリシタン関係。
  - 五島（保養・歴史遺産・レジャー・自然） - 荒川温泉、堂崎天主堂、福江城、マリンスポーツ、サンゴ礁。
  - 壱岐（歴史遺産・町並・保養・文化・自然・社寺） - 原の辻遺跡、勝本城跡、古墳群、勝本浦町並、湯ノ本温泉、松永記念館、猿岩、辰の島、鬼の足跡、各種海水浴場、壱岐神楽、各種神社
- 熊本県
  - 熊本（歴史遺産・味覚・温泉） - 熊本城、水前寺成趣園、宮本武蔵旧跡(雲巌禅寺、島田美術館、武蔵塚公園など)、フードパル熊本、熊本ラーメン、馬刺、太平燕、植木温泉など。
  - 阿蘇・南阿蘇の阿蘇地区（自然・保養・レジャー） - 阿蘇山（カルデラ）、阿蘇温泉郷、白川水源、池山水源、やまなみハイウェイ。
  - 南小国・小国（自然・保養・文化） - 黒川温泉など南小国温泉郷、杖立温泉などその他の温泉、瀬の本高原、北里柴三郎関係。
  - 玉名（温泉・味覚） - 玉名温泉、玉名ラーメン。
  - 菊池（温泉・自然）- 菊池温泉、菊池渓谷、矢谷渓谷。
  - 山鹿（温泉・文化） - 山鹿温泉、八千代座、山鹿灯籠まつり、鞠智城。
  - 荒尾（レジャー・文化） - グリーンランド・三井三池炭鉱（万田坑跡）。
  - 八代（自然・文化） - 五家荘、日奈久温泉。
  - 上天草・天草市の天草諸島（自然・文化・保養）- 天草五橋、大江天主堂・崎津天主堂、天草松島、ドルフィンウォッチング、海水浴場、温泉。
  - 人吉・球磨村（町並・自然・保養・文化） - 人吉の旧城下町町並、 球磨川下り、球泉洞、人吉温泉、球磨焼酎関係。
- 大分県
  - 中津（歴史遺産・文化・自然） - 侍屋敷など旧城下町、医家資料館、福澤諭吉関係、耶馬渓。
  - 豊後高田・国東・杵築の国東半島（歴史遺産・町並） - 富貴寺などの寺院や熊野磨崖仏など六郷満山文化の遺産、豊後高田の昭和の町、侍屋敷などの城下町杵築。
  - 別府（保養地・自然・文化・レジャー） - 別府温泉（別府八湯）、地獄めぐり、鶴見岳、湯の花製造技術、アルゲリッチ音楽祭、竹細工、オンパク、別府八湯温泉道、別府タワー、城島高原パーク、ラクテンチ、アフリカンサファリなど。国際観光文化都市。
  - 大分（味覚・自然・レジャー） - 関あじ、関さば、高崎山、うみたまご、府内城など。
  - 臼杵（歴史遺産・町並み・味覚） - 臼杵石仏、臼杵ふぐなど。
  - 宇佐（社寺） - 宇佐神宮、双葉山神社など。
  - 日田（歴史遺産・町並・保養地） - 豆田町と隈町。天ヶ瀬温泉、日田温泉など温泉。
  - 由布市湯布院地区（保養地・自然） - 由布院温泉などの温泉、由布岳。
  - 玖珠（自然・歴史遺産） - 西椎屋の滝、角牟礼城跡、万年山、伐株山、下園妙見様湧水（平成の名水百選）。
  - 九重（自然・保養）- 九重山、飯田高原、九重九湯の温泉、やまなみハイウェイ。
  - 竹田（歴史遺産・文化・自然・保養） - 岡城址など城下町と荒城の月関係、久住高原、長湯温泉などの温泉。
  - 佐伯（味覚・自然・歴史遺産・保養） - 豊後水道の海鮮料理、日豊海岸、佩楯山、道の駅やよい（温泉）、トトロの森など。
- 宮崎県
  - 高千穂（歴史遺産・文化・自然） - 高千穂神社とその夜神楽、五ヶ瀬渓谷（高千穂峡）、国見ヶ丘の雲海。
  - 日之影（自然・保養） - 東洋一のアーチ橋「青雲橋」からの景色と道の駅青雲橋、日之影温泉駅など。
  - 五ヶ瀬（レジャー・保養） - 五ヶ瀬ハイランドスキー場（日本最南端のスキー場）、五ヶ瀬温泉。
  - 椎葉（歴史遺産・文化・自然） - 平家落人伝説、鶴富屋敷、上椎葉ダム。
  - 延岡（自然・町並・保養・味覚） - 南北浦海岸、愛宕山からの夜景、祝子川温泉、須美江家族旅行村、チキン南蛮など。
  - 日向市（文化・町並・自然・味覚） - ひょっとこ、はまぐり、美々津、馬ヶ背、願いが叶うクルスの海、日向サンパーク温泉。
  - 都農（自然・文化・レジャー） - 尾鈴山、矢研の滝、都農ワインまつり、ふれあい釣り大会。
  - 高鍋（自然・歴史遺産・文化・味覚） - 高鍋湿原、舞鶴公園、高鍋町美術館、カキ料理。
  - 木城（自然・保養・歴史遺産） - 祇園滝、木城温泉館 湯らら、日向新しき村。
  - 西都（歴史遺産・レジャー） - 西都原古墳群、都於郡城跡、杉安川仲島公園。
  - 新富（祭礼） - 新田原基地航空祭。
  - 綾（自然・歴史遺産・保養） - 照葉大吊橋（九州中央山地国定公園）、綾城、綾温泉、Jリーグキャンプ。
  - 宮崎（保養・自然・味覚・文化） - シーガイア、青島など日南海岸、青島温泉、こどもの国、宮崎神宮、堀切峠、地鶏、チキン南蛮、宮崎牛、プロ野球キャンプなど。
  - 加久藤（自然・保養） - えびの高原、矢岳高原、京町温泉。
  - 都城（自然・レジャー・味覚・歴史遺産・保養） - 関之尾滝、高千穂牧場、霧島酒造、青井岳温泉、都城島津邸。
  - 日南（歴史遺産・町並・自然・保養） - 城下町飫肥と飫肥城、鵜戸神宮、日南海岸、北郷温泉、道の駅なんごう、プロ野球キャンプ。
  - 串間（自然・保養・レジャー） - 都井岬、串間温泉、志布志湾大黒イルカランド。
- 鹿児島県
  - 鹿児島（歴史遺産・自然） - 桜島、磯庭園、城山など。
  - 指宿（保養・自然） - 指宿温泉、開聞岳、池田湖、長崎鼻。
  - 南九州市の知覧（歴史遺産・町並） - 侍屋敷、特攻隊関係の文化施設。
  - 霧島市（自然・保養） - 霧島温泉郷、霧島神宮、霧島連峰。
  - 出水市（自然・歴史遺産）） - 出水ツル渡来地、感応寺、紫尾神社、出水麓。
  - 鹿屋（文化・自然・レジャー・歴史遺産） - 鹿屋航空基地資料館、霧島ヶ丘公園、吾平山上陵、輝北天球館。
  - 肝付（文化・歴史遺産・社寺） - 内之浦宇宙空間観測所、高山城、塚崎古墳群、二階堂家住宅、四十九所神社（やぶさめ祭り）、やぶさめの里総合公園。
  - 南大隅町（自然・歴史遺産） - 佐多岬（日本本土最南端）、佐多旧薬園、ソテツ自生地（特別天然記念物）。
  - 屋久島町の屋久島（自然・温泉） - 世界遺産である屋久杉などの原生林と高山植物地帯。
  - 西之表市など種子島（文化・保養）種子島宇宙センター、鉄砲伝来の地、サーフィン。
  - 奄美市など奄美大島（自然・保養） - アマミノクロウサギなど天然記念物の生息地でもある原生林、マングローブ、マリンリゾート。
  - いちき串木野市 - 冠岳、冠嶽など霊山

## 沖縄地方
- 那覇（歴史遺産・町並み）- 世界遺産である首里城跡・玉陵・識名園・園比屋武御獄石門、国際通りなど。
- 恩納（保養地・自然）- ビーチリゾート、万座毛。
- 中城（歴史遺産）- 世界遺産である中城城跡。
- うるま市 (歴史遺産) - 勝連城/あまわりパーク
- 読谷（歴史遺産）- 世界遺産である座喜味城跡。
- 今帰仁（歴史遺産）- 世界遺産である今帰仁城跡。
- 南城市知念地区（歴史遺産）- 世界遺産である斎場御獄。
- 糸満市(歴史遺産) - 沖縄平和祈念公園、ひめゆりの塔・ひめゆり平和祈念資料館
- 石垣島である石垣（自然・歴史遺産）- 川平湾、宮良殿内など。
- 竹富町（自然・町並）- 西表島（浦内川・仲間川両岸のマングローブ、ダイビング）、竹富島（赤瓦の町並、星砂の浜）など。